# Erika Miklósa
Erika Miklósa est une soprano colorature hongroise.

## Biographie
Erika Miklósa est née le 9 juin 1971 à Kiskunhalas, Hongrie. Jeune adolescente, elle se destine à l'athlétisme et prépare l'heptathlon mais un accident anéantit ses espoirs. Elle doit revoir son orientation. En raison de ses dons naturels pour le chant elle choisit d'être cantatrice. Elle débute dans les réunions de famille, les mariages et autres cérémonies officielles. À l'âge de 16 ans et à l'occasion d'une de ces exhibitions, elle est remarquée par un professeur de chant. Ce dernier, enthousiasmé par la qualité de sa voix, commence à lui enseigner.
Elle intègre rapidement le Conservatoire de musique Liszt Ferenc à Szeged avant d'étudier à New York puis à Milan.
Elle voue à sa Hongrie un amour indéfectible et habite un petit village perché dans les collines de Bakony. Elle n'a jamais envisagé de quitter son sol natal. Il lui tarde d'y revenir lorsqu'elle s'absente.

## Carrière
En 1990, Erika Miklósa devient soliste à l'Opéra national de Hongrie où elle restera jusqu'en 1999, chantant différents rôles de soprano.
Julia Hamari l'invite pour le concert qu'elle donne à Bruxelles en 1992. C'est la première fois que Miklósa se produit à l'étranger. La même année, à Mannheim, elle chante la Reine de la nuit dans la Flûte enchantée de Mozart. Dès lors sa carrière internationale prend son essor.
En 1996, elle part étudier à l'Academy of Vocal Arts de Philadelphie puis à la Scala de Milan.
Avec quelque 300 représentations[réf. souhaitée] de la Flûte enchantée, elle a marqué de son empreinte le rôle de La reine de la nuit qu'elle chante sur les plus prestigieuses scènes du monde : Royal Opera House de Londres en 2008, l'Opéra de Vienne, le Metropolitan Opera de New York, l'Opéra de Paris en 2004, Modène en 2006. Elle est sous contrat permanent avec le MET depuis 2004.
À côté des airs d'opéra, elle aime chanter l'opérette ou, plus simplement, des pièces de musique.

Bien qu'ayant bâti sa carrière sur la musique, elle dit, avec une pointe de regret : 

« J'ai bâti ma propre carrière, mais je suis restée une sportive dans mon cœur. Chacune de mes représentations est comme une course que je dois gagner ou, tout au moins, faire de mon mieux pour cela., »

## Principaux rôles
Opéras

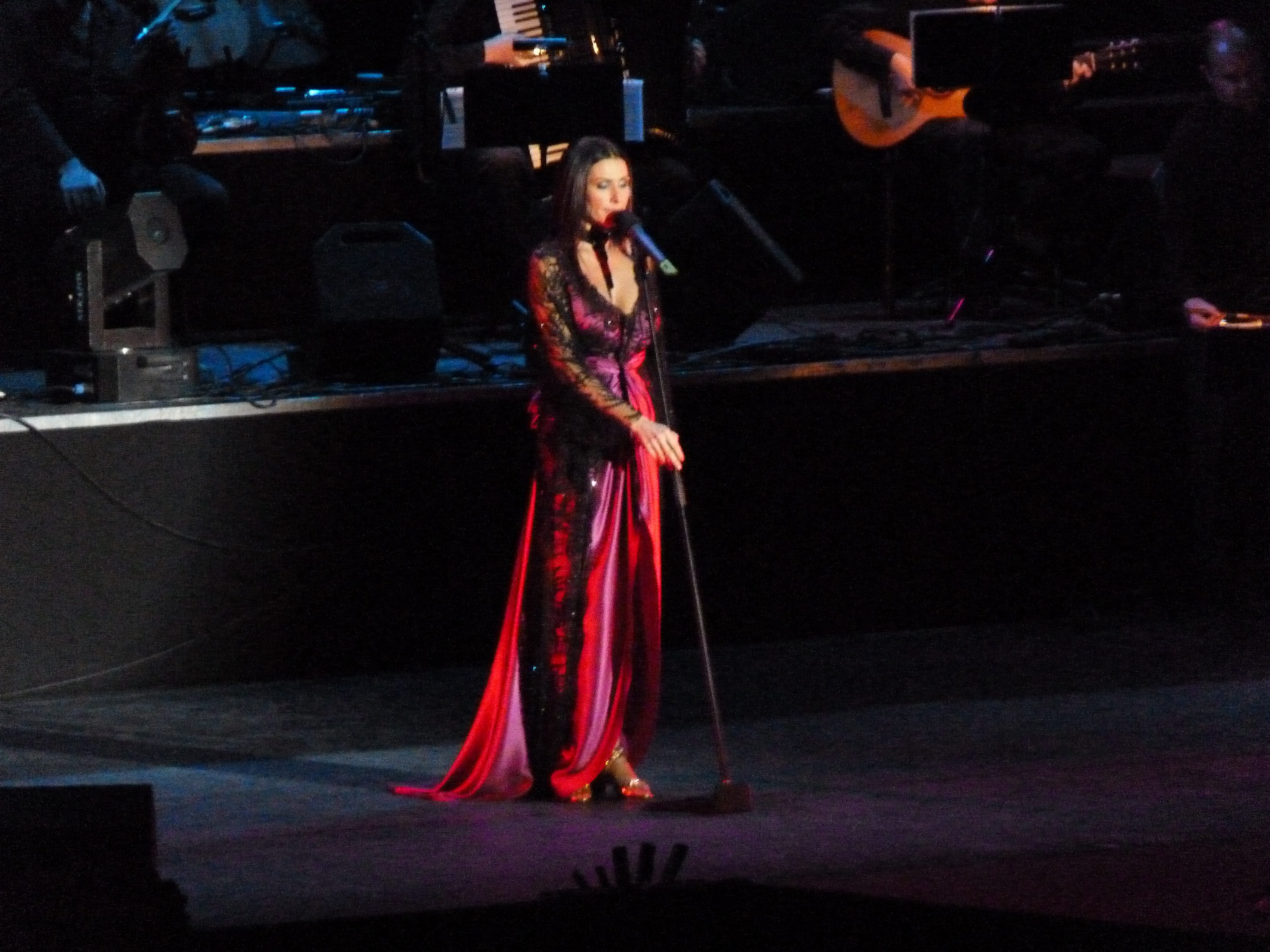
Erika Miklósa sur scène, en 2011.

- Vincenzo Bellini : I Capuleti e i Montecchi (Les Capulets et les Montaigus) - Giulietta
- Léo Delibes : Lakmé - Lakmé
- Gaetano Donizetti : Lucia di Lammermoor (Lucie de Lammermoor) - Lucia
- Gaetano Donizetti : Don Pasquale - Norina
- Gaetano Donizetti : L'elisir d'amore (L'elixir d'amour) - Adina
- Wolfgang Amadeus Mozart : Die Zauberflöte (La Flûte enchantée) - La Reine de la nuit
- Wolfgang Amadeus Mozart : Die Entführung aus dem Serail (L'Enlèvement au sérail) - Konstanze
- Jacques Offenbach : Les Contes d'Hoffmann - Olympia
- Gioachino Rossini : Le Comte Ory - Adele
- Johan Strauss II : Die Fledermaus (La chauve-souris) - Adele
- Richard Strauss : Arabella - Fiakermilli
- Giuseppe Verdi : Rigoletto - Gilda
- Giuseppe Verdi : Un ballo in maschera (Un bal masqué) - Oscar

Opérette
- Emmerich Kálmán : Die Bajadere (La Bayadère) - Odette

Pièces musicales
- Leonard Bernstein : West Side Story - Maria

## Récompenses et distinctions honorifiques
- 1993 : Pro Opera Lyrica Opera Singer of the Year 1993 (Hongrie)[1];
- 1993 : 1er prix catégorie Voix Prize in Voice category[1];
- 1995 : Prix européen de la culture (Zurich) pour le rôle de La reine de la nuit[1];
- 1998 : Ordre du mérite de la Hongrie[1];
- 1999 : Citoyenne honoraire de la ville de Kiskunhalás[1];
- 2003 : Artiste du comitat de Bács
- 2006 : Franz Liszt Artist Award[1].

## Discographie
- Rainbow (2000)
- Alternadiva (2003)
- In Starlight (2003)
- Free Sky (2006) - Album pop
- Impression (2006) - Arias
- Das Mozart Album (21 juillet 2006) / Elīna Garanča, Anna Netrebko, Bryn Terfel, Thomas Quasthoff, Ren Pape, Erika Miklósa, Deutsch gramophon (Universal), (ASIN B000FKO1Q4)
- Die Zauberflöte (La flûte enchantée) K.620 / Act 2 - "Der Hölle Rache kocht in meinem Herzen" (10 avril 2006) / Röschmann · Miklósa · Strehl · Pape · Müller-Brachmann · MCO · Abbado, Deutsch gramophon (Universal), (ASIN B000EGFV2C) ;
- Az Eg Szabad (actuellement indisponible);